# Született hazudozó
A Született hazudozó (eredeti cím: Menteur) 2022-es francia filmvígjáték Olivier Baroux rendezésében. A főszerepben Tarek Boudali, Artus és Pauline Clément látható. A filmet Franciaországban 2022. július 13-án mutatták be a mozikban, Magyarországon augusztus 28-án jelenik meg az ADS Service forgalmazásában.

## Cselekmény
Jérôme-nek egy nagy hibája van: állandóan hazudik. Ő nem igazán látja ezt problémának, de a családjának elege van belőle, és mindent megpróbálnak, hogy rávegyék a változásra. Azonban semmi sem sikerül. Jérôme folyton hazudik és kitalál történeteket. Csakhogy egy nap a sors úgy dönt, hogy bosszút áll. Jérôme egy átok áldozatává lesz: minden hazugsága valósággá válik. Ettől kezdve az élete katasztrófába fordul.

## Szereplők
| Szerep                               | Színész            | Magyar hang        |
| ------------------------------------ | ------------------ | ------------------ |
| Jérôme Berada                        | Tarek Boudali      | Mészáros András    |
| Thibault Berada, Jérôme testvére     | Artus              | Jakab Márk         |
| Chloé, tolmácsnő                     | Pauline Clément    | Mahó Andrea        |
| Virginie, Thibault felesége          | Louise Coldefy     | Vadász Bea         |
| Étienne, Jérôme asszisztense         | Bertrand Usclat    | Berkes Bence       |
| Salim Berada, Jérôme apja            | Karim Belkhadra    | Jakab Csaba        |
| Geneviève Berada, Jérôme édesanyja   | Catherine Hosmalin | Menszátor Magdolna |
| Jean-Pierre, a hajógyári alkalmazott | Guy Lecluyse       | Bácskai János      |
| Paul, Beradáék szomszédja            | Philippe Vieux     | Forgács Gábor      |
| Caroline, Jérôme főnöke              | Florence Muller    | Kovács Nóra        |
| Oleg, az orosz ügyfél                | Oleg Kupcsik       | N/A                |
| Jacques, Chloé exe                   | Jérémy Lopez       | N/A                |

### Magyar változat
- Főcím: Korbuly Péter
- Magyar szöveg: Sulyok Boriska

## A film készítése
A film az azonos című québeci film, a Menteur adaptációja.